# Ahmed Nazif

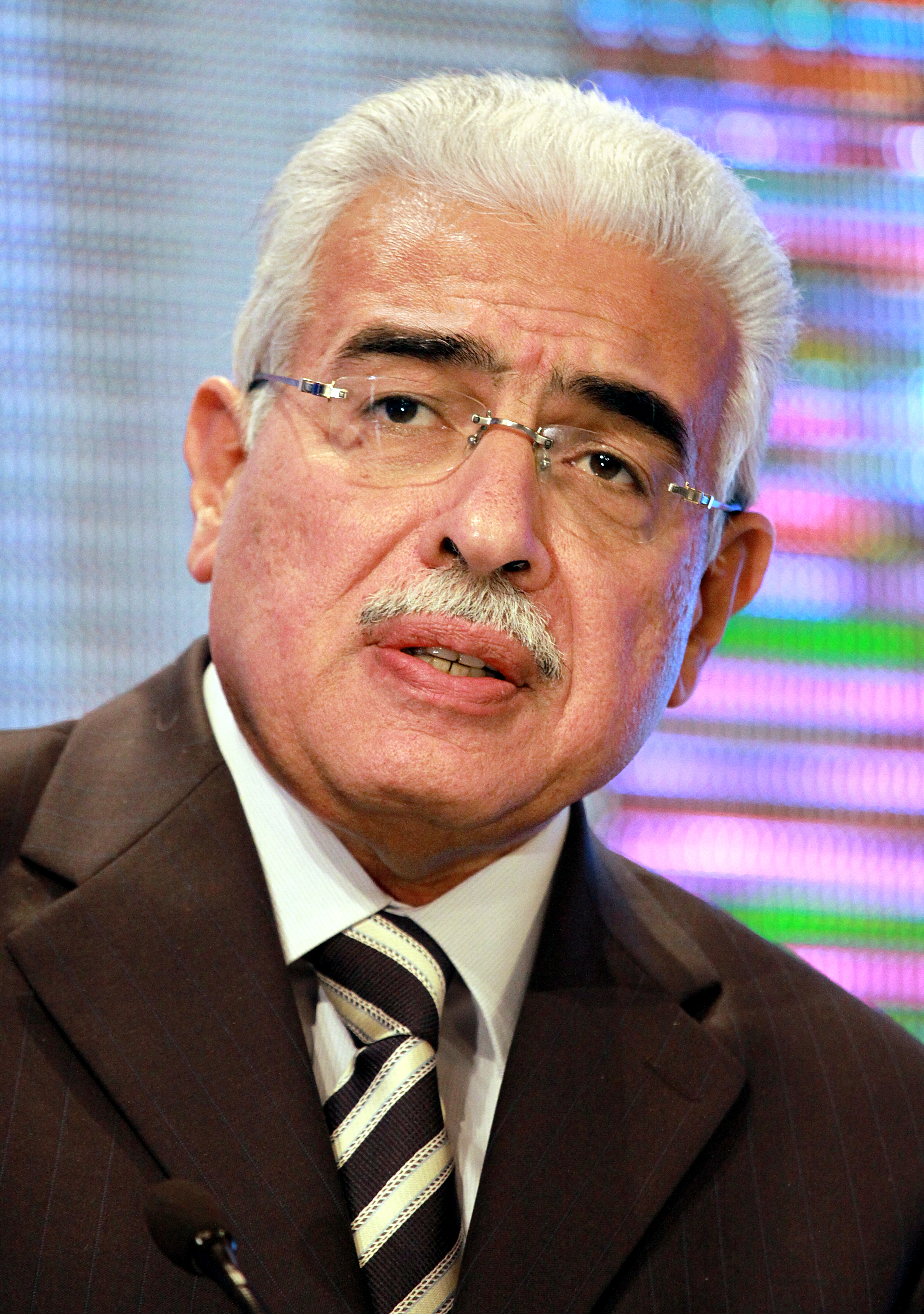
Ahmed Nazif

Ahmed Nazif (Arabisch: أحمد نظيف) (Alexandrië, 8 juli 1952) was van 14 juli 2004 tot 29 januari 2011 minister-president van Egypte. Hij was de opvolger van Atif Obaid.
Nazif behaalde een doctoraat in informatica aan de McGill-universiteit in Montreal, Canada. Nazif was in het kabinet Obaid minister van Communicatie en Informatietechnologie. Hij nam als minister een aantal maatregelen om de toegang tot internet voor de Egyptische bevolking te vergemakkelijken.
Op 9 juli 2004 kreeg Nazif van de toenmalige president Moebarak de opdracht om een nieuwe regering te vormen. Op 14 juli werden hij en zijn veertien ministers beëdigd. Zijn eerste daad als minister-president was het verlagen van de importtarieven, om zo aan de eisen van de WTO te voldoen.
Naar aanleiding van de Egyptische Revolutie moest Nazif aftreden. Hij werd opgevolgd door Ahmed Shafik.